# جائزة إسبانيا الكبرى للدراجات النارية 2008
جائزة إسبانيا الكبرى للدراجات النارية 2008 هو سباق دراجات نارية أقيم بتاريخ 30 مارس 2008 في حلبة خيريز. كان الجولة الثانية من أصل 18 في سباق الجائزة الكبرى للدراجات النارية موسم 2008. فاز الإسباني داني بيدروسا بفئة الموتو جي بي بينما جاء الإيطالي فالنتينو روسي في المركز الثاني وحصل على المركز الثالث الإسباني خورخي لورنزو.

## وصلات خارجية
- الموقع الرسمي